# عشترة
عُشْتُرَة (الاسم العلمي: Dianella)، جنس نباتات مُزهرة، عشبية معمرة جادحة من فصيلة البروقية. وتسمى عادًة زنابق الكتان.
أعطانها أستراليا ونيوزيلندا ومن اليابان حتى الهند، وبعض جزر المحيط الهادئ.